# Francesco Turchi
 (avril 2023).
Si vous disposez d'ouvrages ou d'articles de référence ou si vous connaissez des sites web de qualité traitant du thème abordé ici, merci de compléter l'article en donnant les références utiles à sa vérifiabilité et en les liant à la section « Notes et références ».
Francesco Turchi (né en 1515 à Trévise et décédé en 1599 à Conscio) est un religieux et humaniste italien.

## Biographie
Il fait partie de l’Ordre du Carmel de Trévise. Il a écrit des notes et préfaces pour des éditions des Rime et satire de L'Arioste. Il a réalisé une version italienne des psaumes pénitentiels, édité un Recueil de lettres de Dionigi Atanagi, et ajouté un supplément à la seconde décade de l'histoire de Tite-Live, traduite par Nardi.